# 尊室松
尊室松（1912年5月10日—1982年5月7日）是一位越南外科医生，曾就读河內醫科大學，並在肝脏研究领域享有盛誉，其研發新的切肝手術，被俗称为「尊室松法」。

## 生平
1912年5月10日，尊室松出生於越南中部的清化，並在順化長大，毕业于顺化名校国学中学。
當時，法國殖民政府禁止越南人接受高級醫學教育。他抗議這項政策，並發起了平等教育運動，最終迫使殖民政府允許越南學生在1938年參加居住入學考試。在讀研究生的四年裡，他解剖了200多個肝臟，並對屍檢標本的細緻解剖以及對肝臟解剖學的理解作出貢獻，成為第一個對器官進行如此細緻研究的人。从1936年到1945年，尊室松在法国的医学期刊上共发表63篇论文。
1958年，他成功進行越南首例心脏手术。他也意識到传统肝脏手术的弊端，包括需要三至六小时才能完成，並帶有风险和過於繁瑣。因此，他研究寻找新的方向。
1960年代，他成功研发计划性肝切除术，俗称「尊室松法」。这是一种新的手术方法，通过在手术前收缩肝静脉来减少出血，将手术时间缩短至四至八分钟。由於该革命性技术能减少手术失血，并挽救许多生命，因此其被全球外科医生使用。
至1979年，他已經進行了700多例大大小小的肝切除手術，累計的經驗甚多。
1982年5月7日，他在河內去世，享年69歲。

## 榮譽
2002年，在尊室松誕辰90週年之際，越南衛生部成立了一個委員會，審議並頒發以他命名的醫學獎，即「尊室松獎」。同時，全国多条道路都以他的名字命名，其中包括他所就读的河內醫科大學前方的道路。
2022年5月10日，在他110歲冥誕之際，Google Doodle發布了一個Doodle作品來紀念他，成為第四個被Google授予該榮譽的越南人。